# 種子島医療センター
社会医療法人義順顕彰会 種子島医療センター（しゃかいいりょうほうじん ぎじゅんけんしょうかい たねがしまいりょうせんたー）は、鹿児島県西之表市にある医療機関。社会医療法人義順顕彰会が運営する病院である。現法人理事長の田上容正が1969年に開いた内科の診療所に端を発する。種子島唯一の救急告示医療機関であり、種子島・屋久島等で構成される熊毛保健医療圏の災害拠点病院の指定を受けている。2016年社会医療法人化に伴い田上病院から種子島医療センターに改名。

## 診療科
- 総合内科
- 外科
- 整形外科
- 脳神経外科
- 小児科
- 循環器科
- 眼科
- 麻酔科
- 耳鼻咽喉科
- 皮膚科
- 泌尿器科
- 専門外来

## 医療機関の指定等
- 新型コロナウイルス感染症重点医療機関
- 日本医療機能評価機構認定病院
- 日本病院会病院総合医育成プログラム認定施設
- 二次救急指定病院
- JAXA救急指定病院
- 災害拠点病院
- 地域がん診療病院
- へき地医療拠点病院
- DMAT指定病院
- DPC対象病院
- 原子力災害医療協力機関
- エイズ治療・協力病院
- SARS受入医療機関
- 難病医療指定協力医療機関
- 特定健診委託医療機関
- 結核予防法指定病院
- 結核ハイリスク者健診事業受託医療機関
- 人間ドック契約病院
- ATL検査委託実施医療機関
- 肝炎診療専門医療機関
- 消化器がん検診精密検査実施協力機関
- 大腸がん検診精密検査実施協力医療機関
- 肺がん検診精密検査実施協力機関
- 乳がん検診業務委託医療機関
- 石綿・じん肺検診委託医療機関
- 予防接種相互乗り入れ医療機関
- 日本整形外科学会認定研修施設
- 日本麻酔学会麻酔科認定病院
- 臨床研修関連病院
- 日本外科学会外科専門医制度関連施設
- 日本消化器内視鏡学会指導施設

## 近隣の施設
- 西之表市立種子島中学校

## 交通アクセス
いずれもバス。
- 大和交通空港線で松畠下車。